# بات كاري
بات كاري (بالإنجليزية: Pat Carey)‏ هو سياسي أيرلندي، ولد في 9 نوفمبر 1947 في جمهورية أيرلندا. حزبياً، نشط في فيانا فايل.

## مناصب
- في الانتخابات العمومية الإيرلندية 1997 [الإنجليزية]‏، انتخب نائب دييل عن دائرة دبلن الشمالية الغربية [الإنجليزية]‏ وقد انضم خلال فترته النيابية ‏ (26 يونيو 1997 – 25 أبريل 2002)  للكتلة البرلمانية فيانا فايل.
- في الانتخابات العمومية الإيرلندية 2002 [الإنجليزية]‏، انتخب نائب دييل عن دائرة دبلن الشمالية الغربية [الإنجليزية]‏ وقد انضم خلال فترته النيابية ‏ (6 يونيو 2002 – 26 أبريل 2007)  للكتلة البرلمانية فيانا فايل.
- في الانتخابات العمومية الأيرلندية 2007 [الإنجليزية]‏، انتخب نائب دييل عن دائرة دبلن الشمالية الغربية [الإنجليزية]‏ وقد انضم خلال فترته النيابية ‏ (14 يونيو 2007 – 1 فبراير 2011)  للكتلة البرلمانية فيانا فايل.
- انتخب وزير النقل والسياحة والرياضة [الإنجليزية]‏ (20 يناير 2011 – 9 مارس 2011).
- انتخب Minister for the Environment, Climate and Communications [الإنجليزية]‏ (23 يناير 2011 – 9 مارس 2011).